# ナローズ

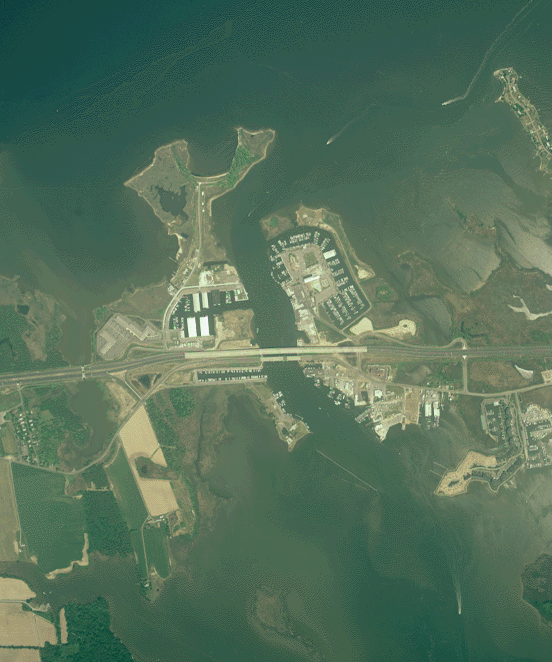
メリーランド州の東岸部からケント島を隔てるケント・ナローズ。

ナローズ (Narrows) は、狭まった (narrow) 土地や水路を意味する言葉である。一般的には海峡、場合によっては水隙 (en) を指す。
ただし、固有名詞や限定詞を付けずにこの言葉が用いられた場合は、通常はニューヨーク湾のザ・ナローズ (en) を意味する。これは、ブルックリンからスタテン島を隔てる狭まった海路で、アッパー・ニューヨーク湾とロウアー・ニューヨーク湾 (en) のつなぎ目となっている。